# Puya berteroana
Puya berteroana är en gräsväxtart som beskrevs av Carl Christian Mez. Puya berteroana ingår i släktet Puya och familjen Bromeliaceae. Inga underarter finns listade i Catalogue of Life.

## Bildgalleri